# Alfred Mozer

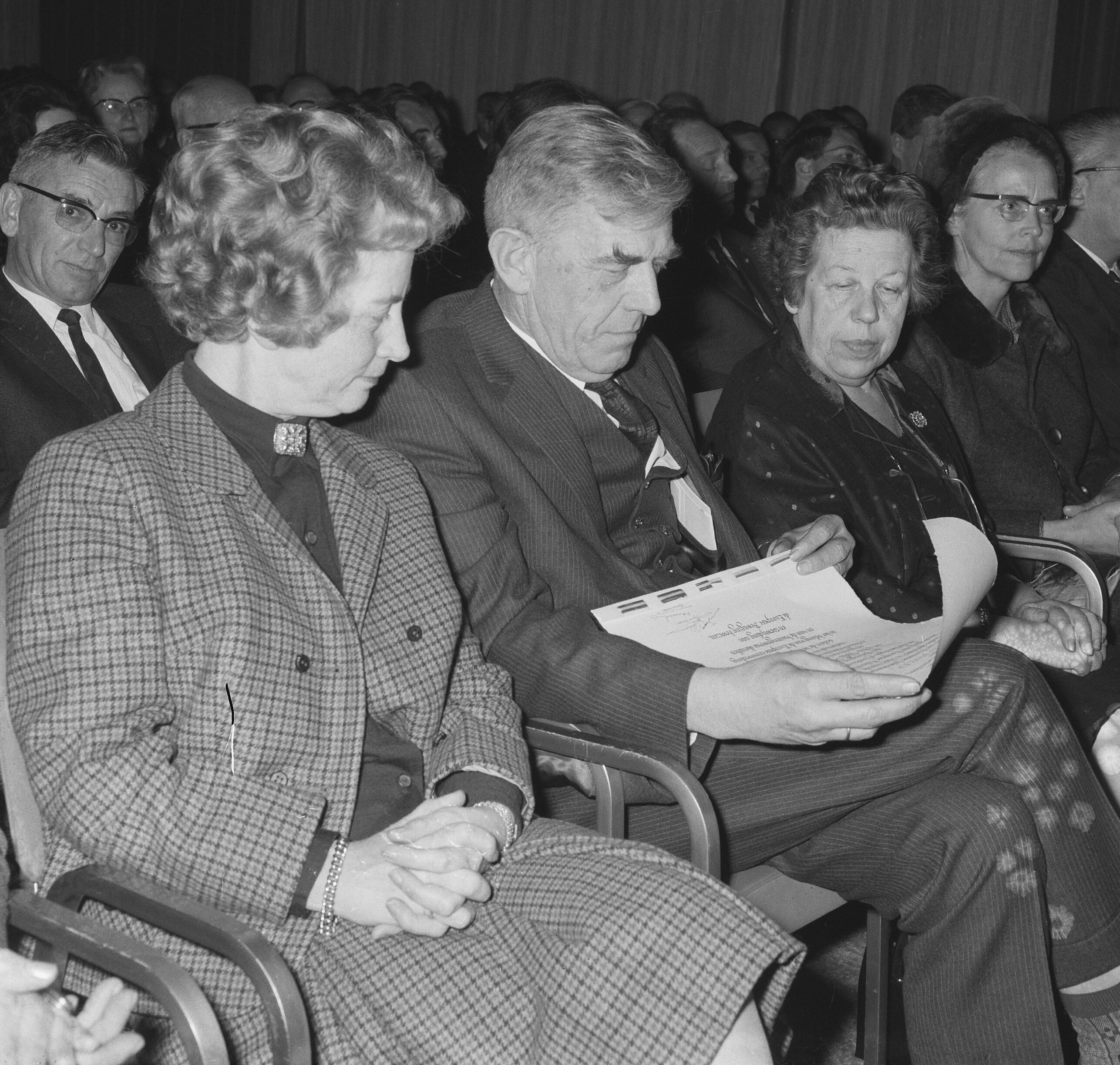
Alfred Mozer bei seiner Ernennung zum Ehrenmitglied der Europäischen Bewegung (1965)

 Alfred Mozer (* 15. März 1905 in München; † 12. August 1979 in Arnheim) (Deckname A. Baier, Walter Lemkering) war ein deutsch-niederländischer Journalist und Politiker.

## Leben und Tätigkeit

### Frühe Jahre
Mozer war der Sohn des Franz Mozer (1875–1948), eines ungarischen Weißgerbers, und der deutschen Näherin Johanna Wagner (* 1879). Nach dem Zusammenbruch der Habsburgermonarchie nahm er als Kind die deutsche Staatsangehörigkeit an. Nach dem Besuch der Volksschule absolvierte Mozer von 1919 bis 1922 eine Schneiderlehre. Als Jugendlicher wurde er Mitglied der Sozialistischen Arbeiterjugend (SAJ). Während seiner Wanderschaft kam er 1924 nach Kassel, wo er zunächst in seinem erlernten Beruf in einer Textilfabrik arbeitete. Nachdem er einem Redakteur der sozialdemokratischen Parteizeitung Kasseler Volksblatt auffiel, trat er in den Dienst derselben. In der Folge war er einige Monate lang zudem Sekretär des Kasseler Oberbürgermeisters Philipp Scheidemann.
1928 ging Mozer nach Ostfriesland. Auf Vermittlung von Wilhelm Sollmann erhielt er eine Stellung als Redakteur der sozialdemokratischen Zeitung Volksbote. Zudem engagierte er sich dort auch praktisch für die SPD und wurde bei den Kommunalwahlen 1933 in Emden in das dortige Bürgervorsteherkollegium gewählt. Während seiner Zeit in Emden knüpfte er erste Kontakte mit der niederländischen Sozialdemokratischen Partei, die sich wenige Jahre später als lebensbestimmend erwiesen.

### Emigration in die Niederlande und Zweiter Weltkrieg
Nach dem Machtergreifung der Nationalsozialisten im Frühjahr 1933 wurde Mozer am 2. Mai 1933 von Angehörigen der SA in Haft genommen. Durch das Einschreiten von Angehörigen des Stahlhelms gegen das SA-Quartier, in dem er gefangen gehalten wurde, gelangte er wieder in Freiheit. Mit Hilfe eines niederländischen Parteifreundes, Herman Molendijk, gelang es ihm über die Grenze bei Ter Apel zu fliehen. Dort wurde er für die niederländische Sozialdemokratische Partei (SDAP) tätig und wirkte in den folgenden Jahren im Flüchtlingskomitee dieser Partei in Amsterdam. Zudem schrieb er unter den Decknamen Alfred Baier und Walter Lemkering für ein von der SDAP herausgegebenes Wochenblatt für deutsche Emigranten Socialisme & Democratie und die deutsche Exilzeitung Freie Presse. Des Weiteren hielt Mozer in den Jahren bis 1939 von den Niederlanden aus heimliche Nachrichtenkontakte zwischen deutschen Exilanten in den Niederlanden, niederländischen und ostfriesischen Sozialdemokraten aufrecht, wodurch Informationen über Geschehnisse im NS-Staat ins Ausland verbracht wurden beziehungsweise die deutschen Sozialdemokraten Informationen erhielten, die in der deutschen Presse geheim gehalten wurden. Zeitweise arbeitete er zudem als Sekretär des Vorsitzenden der niederländischen Sozialdemokratie Koos Vorrink.
Bald nach seiner Emigration wurde Mozer von den nationalsozialistischen Polizeiorganen als Staatsfeind eingestuft. Zum 7. Mai 1938 wurde er offiziell ausgebürgert. Im Frühjahr 1940 setzte das Reichssicherheitshauptamt in Berlin – das ihn irrtümlich in Großbritannien vermutete – ihn auf die Sonderfahndungsliste G.B., ein Verzeichnis von Personen, die im Falle einer erfolgreichen deutschen Invasion Großbritanniens durch die Sonderkommandos der SS-Einsatzgruppen mit besonderer Priorität ausfindig gemacht und verhaftet werden sollten.
Nach der deutschen Besetzung der Niederlande im Mai 1940 wurde Mozer von einer befreundeten Familie in dem Dorf Poortugaal auf dem Gelände einer psychiatrischen Klinik vor den Besatzungstruppen und der Gestapo verborgen gehalten. Während des Zweiten Weltkriegs beteiligte er sich am niederländischen Widerstandskampf gegen die deutsche Besatzung. Aufgrund seiner Verdienste im Kampf gegen die Besatzung wurde Mozer am 28. September 1950 ehrenhalber eingebürgert.

### Nachkriegszeit
In den ersten Nachkriegsjahren war Mozer Redakteur des Parteiorgans der niederländischen Sozialdemokratie Paraat, für das er bereits in der Illegalität gearbeitet hatte. Als Anhänger des Kreises um Emil Groß wurde er 1948 zum internationalen Sekretär (Auslandssekretär) der Partij van de Arbeid (PvDA) ernannt. Im August 1945 übernahm Mozer im Parteiauftrag eine Reise durch Westdeutschland, während er u. a. Kontakte zu Konrad Adenauer und dem Kölner Kardinal Frings knüpfte. Bei späteren Reisen baute er Verbindungen mit Persönlichkeiten wie Kurt Schumacher und Karl Barth auf.
Als Mitglied der „Europeesche Actie“, einer bereits vor der Befreiung in den Niederlanden gegründeten Organisation zur Förderung der europäischen Einigung, fuhr Mozer 1946 zum ersten großen Treffen europäischen Föderalisten nach Hertenstein, wo er maßgeblich an der Formulierung des „Hertensteiner Programms“, des Grundmanifests der europäisch-föderalistischen Verbände mitwirkte. In der wenige Wochen später gegründeten „Union Européenne des Fédéralistes“ wurde er Mitglied des Vorstands.
1948 beteiligte Mozer sich an der Organisation des ersten Kongresses der Europäischen Bewegung in Den Haag, zu der er der von Adenauer und Walter Hallstein geführten deutschen Delegation Zutritt verschaffte, die bei dieser Gelegenheit erstmals bei einem derartigen Anlass als vollwertiges Mitglied in Erscheinung trat.
Als einer der führenden außenpolitischen Denker der niederländischen Sozialdemokratie entwickelte und propagierte Mozer in den 1940er und 1950er Jahren die Strategie, dass die deutsche Frage allein innerhalb einer zu schaffenden europäischen Föderation zu lösen sei. Seine politische Linie sah dabei eine europäische Einigung bei gleichzeitiger Erreichung einer Unabhängigkeit des europäischen Kontinentes von den USA und der Sowjetunion vor. Dementsprechend schwebte ihm die Entwicklung einer eigenständigen europäischen Streitmacht innerhalb der NATO vor. Im Sinne des von ihm erstrebten europäischen Zusammenwachsens setzte Mozer sich für eine grenzüberschreitende Zusammenarbeit zwischen den Niederlanden und Deutschlands, speziell der Niederlande und des benachbarten Bundeslandes Nordrhein-Westfalen, ein. Die politische Entwicklung in Ostdeutschland lehnte er ab. Als Auslandssekretär der Partij van de Arbeid unterhielt Mozer in den Jahrzehnten nach dem Zweiten Weltkrieg intensive Kontakte v. a. zur deutschen Sozialdemokratie, die er in den späten 1940er und frühen 1950er Jahren zu einer konstruktiven Haltung in der Frage der europäischen Integration zu bewegen versuchte.
Anlässlich der Gründung der europäischen Wirtschaftsgemeinschaft im Jahr 1958 wurde Mozer zum Kabinettschef des Vizepräsidenten der Europäischen Wirtschafts-Gemeinschaft (EWG-Kommission), Sicco Mansholt (der zugleich für Landwirtschaftsfragen zuständig war), in Brüssel ernannt. In dieser Position blieb er bis zu seiner Pensionierung im Jahr 1970.
Als überzeugter Verfechter der Idee einer europäischen Versöhnung und eines europäischen Zusammenschlusses hielt Mozer zahlreiche Vorträge und Reden und verfasste er eine große Zahl von Zeitungsartikeln, in denen er für die europäische Idee warb, wobei der die zu langsame Geschwindigkeit, mit der Europa seiner Ansicht nach zusammenwuchs, kritisierte.
Im Ruhestand, den er im gelderländischen Arnheim verbrachte, setzte Mozer sich weiterhin für praktische grenzübergreifende Zusammenarbeit ein. 1971 wurde er Vorsitzender der nach ihm benannten Euregio-Mozer-Kommission, die diese Ziele zu fördern versuchte. 1978 ging aus dieser der Euregio-Rat hervor, der im deutsch-niederländischen Grenzgebiet die grenzüberschreitende wirtschaftliche, politisch und kulturelle Zusammenarbeit unterstützt. Daneben engagierte er sich für einen engen Zusammenschluss der sozialdemokratischen Parteien Europas und eine Direktwahl der Europäischen Parlamente.
Mozers Nachlass, der vor allem aus Aufsatzmanuskripten und Korrespondenzen besteht, wird heute im Internationalen Institut für Sozialgeschichte in Amsterdam verwahrt.

## Ehrungen
Mozer war Ehrenmitglied der Europese Beweging in Nederland sowie Träger des Großen Bundesverdienstkreuzes und des Ordens des niederländischen Löwen.
Die Europäische Wirtschaftsgemeinschaft ernannte ihn anlässlich seiner Pensionierung zum „Honorargeneraldirektor der Europäischen Wirtschaftsgemeinschaft“.
Die niederländische Königin Beatrix fertigte 1985 posthum eine Portraitbüste von Mozer in Bronze an. Eine Kopie derselben befindet sich heute in Nordhorn vor dem dortigen Euregio-Gebäude.
1980 stifteten die Provinzialstaaten von Gelderland den 1981 erstmals verliehenen Alfred Mozer Preis, der Persönlichkeiten oder Organisationen auszeichnet, die sich auf dem Gebiet grenzüberschreitender Zusammenarbeit im Grenzgebiet der Niederlande und der Bundesrepublik besonders hervorgetan haben. Der erste Preisträger war H.J. Leloux aus Oosterbeek, der als Deutschlehrer in Arnheim arbeitete.
Nach Mozer ist die der Niederländischen Sozialdemokratischen Partei nahe stehende Alfred Mozer Stiftung (Alfred Mozer Stichting, AMS) benannt.

## Familie
Im Dezember 1928 heiratete Mozer in Hersfeld Aenne André (* 1904). 1935 wurde der Sohn Ubbo Mozer geboren. In zweiter Ehe heiratete er 1948 Aaltje Ebbinge (* 1915) aus Groningen. Aus beiden Ehen ging jeweils ein Sohn hervor.